# زي إل إم تور 2023
2023 ZLM Tour هو سباق دراجات هوائية، وهو الموسم الرابع والثلاثين من زي إل إم تور، وأقيم خلال الفترة من 7 يونيو 2023، وحتى 11 يونيو 2023.
فاز بالمركز الأول وفي ترتيب النقاط للشباب وفي ترتيب النقاط Olav Kooij ‏، وفاز بالمركز الثاني سام ويلسفورد، وفاز بالمركز الثالث Nils Eekhoff ‏، وفاز في ترتيب الفرق سنويب 2023 ‏.

## الفرق
| فرق عالمية (4)- Jumbo-Visma - Team DSM - Alpecin-Deceuninck - Astana Qazaqstan Team فرق برو (8)- برجس بي إتش 2023 ‏ - Green Project-Bardiani CSF-Faizanè - Team Solution Tech–Vini Fantini ‏ - فريق إيولو كوميت لركوب الدراجات 2023 ‏ - بنجوال باوليز ساوكس دبليو بي ‏ - سبورت فلاندرين بالويس ‏ - Q36.5 Pro Cycling Team ‏ - سويس ريسينغ أكادمي 2023 ‏ فرق قارية (8)- Parkhotel Valkenburg CT ‏ - ميتك سولاروات بي/بي مانتيل 2023 ‏ - فولكر ويسيلز سيكلينج تيم 2023 ‏ - Diftar Continental Cyclingteam ‏ - Unibet Tietema Rockets ‏ - بايك أيد 2023 ‏ - Leopard TOGT Pro Cycling ‏ - بيت سايكلنج 2023 ‏ |  |
| |  |

## المراحل
| قائمة المراحل | قائمة المراحل | قائمة المراحل                              | قائمة المراحل         | قائمة المراحل | قائمة المراحل | قائمة المراحل     | قائمة المراحل |
| المرحلة       | التاريخ       | الدورة                                     |                       | المسافة (كم)  | الارتفاع      | الفائز بالمرحلة   | القائد العام  |
| ------------- | ------------- | ------------------------------------------ | --------------------- | ------------- | ------------- | ----------------- | ------------- |
| المقدمة       | 7 يونيو       | Heinkenszand ‏ – Heinkenszand ‏              | مرحلة سباق الزمن فردي | 6٫6           | 6 م           | Nils Eekhoff ‏     | Nils Eekhoff ‏ |
| المرحلة 1     | 8 يونيو       | Westkapelle, Netherlands ‏ – 's-Heerenhoek ‏ | مرحلة مستوية          | 202٫5         | 197 م         | Yentl Vandevelde ‏ | Nils Eekhoff ‏ |
| المرحلة 2     | 9 يونيو       | سخايندل – Buchten ‏                         | مرحلة مستوية          | 184٫1         | 336 م         | ياكوب ماريكزكو    | Olav Kooij ‏   |
| المرحلة 3     | 10 يونيو      | روسيندال – روسيندال                        | مرحلة مستوية          | 194٫1         | 218 م         | Arvid de Kleijn ‏  | Olav Kooij ‏   |
| المرحلة 4     | 11 يونيو      | أوسترهاوت – أوسترهاوت                      | مرحلة مستوية          | 158٫5         | 158 م         | Olav Kooij ‏       | Olav Kooij ‏   |

## النتيجة

### مرحلة 0
هي مرحلة من نوع سباق زمن فردي، أقيمت في 7 يونيو 2023، وامتدّت لمسافة 6.6 كيلومتر. فاز بالمركز الأول، وتصدر ترتيب النقاط والترتيب العام في نهاية المرحلة Nils Eekhoff ‏، وتصدر ترتيب الفرق سنويب 2023 ‏، وتصدر ترتيب النقاط للشباب Olav Kooij ‏.
| التصنيف العام         | التصنيف العام       | التصنيف العام          | التصنيف العام | التصنيف العام |
| العداء                | العداء              | الفريق                 | الوقت         |               |
| --------------------- | ------------------- | ---------------------- | ------------- | ------------- |
| 1                     | Nils Eekhoff ‏       | Team DSM               | 7 د 27 ث      |               |
| 2                     | الكسندر ادموندسون   | Team DSM               | + 1 ث         |               |
| 3                     | Olav Kooij ‏         | Jumbo-Visma            | + 1 ث         |               |
| 4                     | Maikel Zijlaard ‏    | سويس ريسينغ أكادمي ‏    | + 3 ث         |               |
| 5                     | سام ويلسفورد        | Team DSM               | + 4 ث         |               |
| 6                     | سيس بول             | Astana Qazaqstan Team  | + 6 ث         |               |
| 7                     | Tim van Dijke ‏      | Jumbo-Visma            | + 8 ث         |               |
| 8                     | جوس فان امدن        | Jumbo-Visma            | + 9 ث         |               |
| 9                     | Patrick Eddy ‏       | Team DSM               | + 9 ث         |               |
| 10                    | Noah Vandenbranden ‏ | سبورت فلاندرين بالويس ‏ | + 11 ث        |               |
|                       |                     |                        |               |               |
| مصدر: ProCyclingStats |                     |                        |               |               |

### مرحلة 1
هي مرحلة مستوية، أقيمت في 8 يونيو 2023، وامتدّت لمسافة 202.5 كيلومتر. فاز بالمركز الأول Yentl Vandevelde ‏، وتصدر ترتيب الفرق سنويب 2023 ‏، وتصدر الترتيب العام في نهاية المرحلة وترتيب النقاط Nils Eekhoff ‏، وتصدر ترتيب النقاط للشباب Olav Kooij ‏.
| التصنيف العام         | التصنيف العام       | التصنيف العام           | التصنيف العام | التصنيف العام |
| العداء                | العداء              | الفريق                  | الوقت         |               |
| --------------------- | ------------------- | ----------------------- | ------------- | ------------- |
| 1                     | Nils Eekhoff ‏       | Team DSM                | 4 س 29 د 25 ث |               |
| 2                     | الكسندر ادموندسون   | Team DSM                | + 1 ث         |               |
| 3                     | Olav Kooij ‏         | Jumbo-Visma             | + 1 ث         |               |
| 4                     | سام ويلسفورد        | Team DSM                | + 4 ث         |               |
| 5                     | سيس بول             | Astana Qazaqstan Team   | + 6 ث         |               |
| 6                     | Tim van Dijke ‏      | Jumbo-Visma             | + 15 ث        |               |
| 7                     | Joren Bloem ‏        | Unibet Tietema Rockets ‏ | + 20 ث        |               |
| 8                     | Robbe Ghys ‏         | Alpecin-Deceuninck      | + 22 ث        |               |
| 9                     | Hartthijs de Vries ‏ | Unibet Tietema Rockets ‏ | + 22 ث        |               |
| 10                    | مارك كافنديش        | Astana Qazaqstan Team   | + 23 ث        |               |
|                       |                     |                         |               |               |
| مصدر: ProCyclingStats |                     |                         |               |               |

### مرحلة 2
هي مرحلة مستوية، أقيمت في 9 يونيو 2023، وامتدّت لمسافة 184.1 كيلومتر. فاز بالمركز الأول ياكوب ماريكزكو، وتصدر ترتيب النقاط للشباب وترتيب النقاط والترتيب العام في نهاية المرحلة Olav Kooij ‏، وتصدر ترتيب الفرق سنويب 2023 ‏.
| التصنيف العام         | التصنيف العام       | التصنيف العام           | التصنيف العام | التصنيف العام |
| العداء                | العداء              | الفريق                  | الوقت         |               |
| --------------------- | ------------------- | ----------------------- | ------------- | ------------- |
| 1                     | Olav Kooij ‏         | Jumbo-Visma             | 8 س 35 د 06 ث |               |
| 2                     | Nils Eekhoff ‏       | Team DSM                | + 5 ث         |               |
| 3                     | الكسندر ادموندسون   | Team DSM                | + 6 ث         |               |
| 4                     | سام ويلسفورد        | Team DSM                | + 9 ث         |               |
| 5                     | سيس بول             | Astana Qazaqstan Team   | + 11 ث        |               |
| 6                     | Tim van Dijke ‏      | Jumbo-Visma             | + 20 ث        |               |
| 7                     | Hartthijs de Vries ‏ | Unibet Tietema Rockets ‏ | + 21 ث        |               |
| 8                     | Robbe Ghys ‏         | Alpecin-Deceuninck      | + 23 ث        |               |
| 9                     | Joren Bloem ‏        | Unibet Tietema Rockets ‏ | + 25 ث        |               |
| 10                    | مارك كافنديش        | Astana Qazaqstan Team   | + 28 ث        |               |
|                       |                     |                         |               |               |
| مصدر: ProCyclingStats |                     |                         |               |               |

### مرحلة 3
هي مرحلة مستوية، أقيمت في 10 يونيو 2023، وامتدّت لمسافة 194.1 كيلومتر. فاز بالمركز الأول Arvid de Kleijn ‏، وتصدر ترتيب الفرق سنويب 2023 ‏، وتصدر ترتيب النقاط ياكوب ماريكزكو، وتصدر الترتيب العام في نهاية المرحلة وترتيب النقاط للشباب Olav Kooij ‏.
| التصنيف العام         | التصنيف العام       | التصنيف العام           | التصنيف العام  | التصنيف العام |
| العداء                | العداء              | الفريق                  | الوقت          |               |
| --------------------- | ------------------- | ----------------------- | -------------- | ------------- |
| 1                     | Olav Kooij ‏         | Jumbo-Visma             | 12 س 51 د 41 ث |               |
| 2                     | Nils Eekhoff ‏       | Team DSM                | + 5 ث          |               |
| 3                     | الكسندر ادموندسون   | Team DSM                | + 6 ث          |               |
| 4                     | سام ويلسفورد        | Team DSM                | + 9 ث          |               |
| 5                     | سيس بول             | Astana Qazaqstan Team   | + 11 ث         |               |
| 6                     | Tim van Dijke ‏      | Jumbo-Visma             | + 20 ث         |               |
| 7                     | Hartthijs de Vries ‏ | Unibet Tietema Rockets ‏ | + 21 ث         |               |
| 8                     | Robbe Ghys ‏         | Alpecin-Deceuninck      | + 23 ث         |               |
| 9                     | Joren Bloem ‏        | Unibet Tietema Rockets ‏ | + 25 ث         |               |
| 10                    | مارك كافنديش        | Astana Qazaqstan Team   | + 28 ث         |               |
|                       |                     |                         |                |               |
| مصدر: ProCyclingStats |                     |                         |                |               |

### مرحلة 4
هي مرحلة مستوية، أقيمت في 11 يونيو 2023، وامتدّت لمسافة 158.5 كيلومتر. فاز بالمركز الأول، وتصدر ترتيب النقاط وترتيب النقاط للشباب والترتيب العام في نهاية المرحلة Olav Kooij ‏، وتصدر ترتيب الفرق سنويب 2023 ‏.

## المشاركون
| Jumbo-Visma TJV | Jumbo-Visma TJV   | Jumbo-Visma TJV |
| --------------- | ----------------- | --------------- |
| م               | عداء              | مرتبة           |
| 1               | Olav Kooij ‏       | 1               |
| 2               | Lennard Hofstede ‏ | لم يبدأ-2       |
| 3               | Tim van Dijke ‏    | 6               |
| 4               | جوس فان امدن      | 42              |
| 5               | Gijs Leemreize ‏   | 63              |
| 6               | تيمو روزن         | 91              |
| 7               | توش فان دير ساندي | 50              |

| Alpecin-Deceuninck ADC | Alpecin-Deceuninck ADC           | Alpecin-Deceuninck ADC |
| ---------------------- | -------------------------------- | ---------------------- |
| م                      | عداء                             | مرتبة                  |
| 11                     | ياكوب ماريكزكو                   | 84                     |
| 12                     | Ayco Bastiaens ‏                  | 112                    |
| 13                     | Robbe Ghys ‏                      | 7                      |
| 14                     | Senne Leysen ‏                    | 31                     |
| 15                     | إدوارد بلانكايرتإدوارد بلانكايرت | 39                     |
| 16                     | جنسن بلاورايت ‏                   | 19                     |
| 17                     | Siebe Roesems‏                    | 102                    |

| Astana Qazaqstan Team AST | Astana Qazaqstan Team AST | Astana Qazaqstan Team AST |
| ------------------------- | ------------------------- | ------------------------- |
| م                         | عداء                      | مرتبة                     |
| 21                        | مارك كافنديش (طريق)       | 9                         |
| 22                        | سيس بول                   | 5                         |
| 23                        | Martin Laas ‏              | لم يكمل السباق-3          |
| 24                        | دافيدي مارتينيلي          | 113                       |
| 25                        | Nurbergen Nurlykhassym ‏   | 57                        |
| 26                        | Gleb Syritsa ‏             | 47                        |
| 27                        | Yuriy Natarov ‏            | 116                       |

| Team DSM DSM | Team DSM DSM          | Team DSM DSM |
| ------------ | --------------------- | ------------ |
| م            | عداء                  | مرتبة        |
| 31           | سام ويلسفورد          | 2            |
| 32           | Tobias Lund Andresen ‏ | 24           |
| 33           | جون ديجينكولب         | 55           |
| 34           | الكسندر ادموندسون     | 4            |
| 35           | Nils Eekhoff ‏         | 3            |
| 36           | Patrick Eddy ‏         | 115          |
| 37           | Tim Naberman ‏         | 104          |

| سويس ريسينغ أكادمي ‏ TUD | سويس ريسينغ أكادمي ‏ TUD   | سويس ريسينغ أكادمي ‏ TUD |
| ----------------------- | ------------------------- | ----------------------- |
| م                       | عداء                      | مرتبة                   |
| 41                      | Arvid de Kleijn ‏          | 12                      |
| 42                      | Sebastian Kolze Changizi ‏ | 26                      |
| 43                      | توم بولي                  | 94                      |
| 44                      | Miká Heming ‏              | 51                      |
| 45                      | Petr Kelemen ‏             | 38                      |
| 46                      | ريك بلومرز ‏               | 23                      |
| 47                      | Maikel Zijlaard ‏          | لم يكمل السباق-2        |

| Green Project-Bardiani CSF-Faizanè BCF | Green Project-Bardiani CSF-Faizanè BCF | Green Project-Bardiani CSF-Faizanè BCF |
| -------------------------------------- | -------------------------------------- | -------------------------------------- |
| م                                      | عداء                                   | مرتبة                                  |
| 51                                     | Enrico Zanoncello ‏                     | 28                                     |
| 52                                     | Iker Bonillo ‏                          | 61                                     |
| 53                                     | Omar El Gouzi ‏                         | لم يكمل السباق-1                       |
| 54                                     | Riccardo Lucca ‏                        | 80                                     |
| 55                                     | Filippo Fiorelli ‏                      | 48                                     |
| 56                                     | Manuele Tarozzi ‏                       | 110                                    |
| 57                                     | Filippo Magli ‏                         | 29                                     |

| Q36.5 Pro Cycling Team ‏ Q36 | Q36.5 Pro Cycling Team ‏ Q36 | Q36.5 Pro Cycling Team ‏ Q36 |
| --------------------------- | --------------------------- | --------------------------- |
| م                           | عداء                        | مرتبة                       |
| 61                          | ماتيو موشيتي                | 56                          |
| 62                          | جاك باور                    | 34                          |
| 63                          | Filippo Conca ‏              | لم يكمل السباق-2            |
| 64                          | Antonio Puppio ‏             | 119                         |
| 65                          | Nicolò Parisini ‏            | لم يبدأ-2                   |
| 66                          | Joey Rosskopf ‏              | 14                          |
| 67                          | Szymon Sajnok ‏              | 69                          |

| إيولو كوميت ‏ EOK | إيولو كوميت ‏ EOK  | إيولو كوميت ‏ EOK |
| ---------------- | ----------------- | ---------------- |
| م                | عداء              | مرتبة            |
| 71               | Mattia Bais ‏      | لم يبدأ-4        |
| 72               | بيترو بيفيلاكوا   | 108              |
| 73               | Giovanni Lonardi ‏ | 15               |
| 74               | David Martin ‏     | 36               |
| 75               | Andrea Pietrobon ‏ | 52               |
| 76               | Samuele Rivi ‏     | 101              |
| 77               | Javier Serrano ‏   | 67               |

| بنجوال باوليز ساوكس دبليو بي ‏ BWB | بنجوال باوليز ساوكس دبليو بي ‏ BWB | بنجوال باوليز ساوكس دبليو بي ‏ BWB |
| --------------------------------- | --------------------------------- | --------------------------------- |
| م                                 | عداء                              | مرتبة                             |
| 81                                | Alexander Salby ‏                  | لم يبدأ-4                         |
| 82                                | Thibaut Bernard ‏                  | 78                                |
| 83                                | Guillaume Van Keirsbulck ‏         | 18                                |
| 84                                | Karl Patrick Lauk ‏                | 97                                |
| 85                                | Luca De Meester ‏                  | 37                                |
| 86                                | Rémy Mertz ‏                       | 68                                |
| 87                                | ماتيو مالوسيلي                    | 25                                |

| برجس بي إتش ‏ BBH | برجس بي إتش ‏ BBH | برجس بي إتش ‏ BBH |
| ---------------- | ---------------- | ---------------- |
| م                | عداء             | مرتبة            |
| 91               | جيتسي بول        | 43               |
| 92               | Rodrigo Álvarez ‏ | 85               |
| 93               | خيسوس إيزكيرا    | 40               |
| 94               | سيباستيان مورا   | 72               |
| 95               | Felipe Orts ‏     | 75               |
| 96               | Óscar Pelegrí ‏   | 59               |
| 97               | Manuel Peñalver ‏ | 22               |

| Team Solution Tech–Vini Fantini ‏ COR | Team Solution Tech–Vini Fantini ‏ COR | Team Solution Tech–Vini Fantini ‏ COR |
| ------------------------------------ | ------------------------------------ | ------------------------------------ |
| م                                    | عداء                                 | مرتبة                                |
| 101                                  | أتيليو فيفياني ‏                      | 76                                   |
| 102                                  | Antonio Barać ‏                       | لم يكمل السباق-3                     |
| 103                                  | Alexander Konychev ‏                  | 13                                   |
| 104                                  | Jan Stöckli ‏                         | 111                                  |
| 105                                  | Giulio Masotto ‏                      | لم يكمل السباق-4                     |
| 106                                  | Etienne van Empel ‏                   | 71                                   |
| 107                                  | Samuele Zambelli ‏                    | 62                                   |

| سبورت فلاندرين بالويس ‏ TFB | سبورت فلاندرين بالويس ‏ TFB | سبورت فلاندرين بالويس ‏ TFB |
| -------------------------- | -------------------------- | -------------------------- |
| م                          | عداء                       | مرتبة                      |
| 111                        | Noah Vandenbranden ‏        | 77                         |
| 112                        | Tuur Dens ‏                 | 73                         |
| 113                        | غيليس دي وايلد ‏            | لم يبدأ-4                  |
| 114                        | Milan Fretin ‏              | 45                         |
| 115                        | Jules Hesters ‏             | 17                         |
| 116                        | Aaron Van Poucke ‏          | 27                         |

| Leopard TOGT Pro Cycling ‏ LTP | Leopard TOGT Pro Cycling ‏ LTP | Leopard TOGT Pro Cycling ‏ LTP |
| ----------------------------- | ----------------------------- | ----------------------------- |
| م                             | عداء                          | مرتبة                         |
| 121                           | Colin Heiderscheid ‏ (طريق)    | لم يكمل السباق-3              |
| 122                           | Tobias Hansen ‏                | 32                            |
| 123                           | مادس أوسترغارد كريستنسن ‏      | 82                            |
| 124                           | Oliver Knudsen ‏               | لم يكمل السباق-1              |
| 125                           | Cédric Pries ‏                 | 41                            |
| 126                           | نيك فان دير لييك              | لم يكمل السباق-4              |
| 127                           | ميغيل هايدمان ‏                | 44                            |

| Unibet Tietema Rockets ‏ TDT | Unibet Tietema Rockets ‏ TDT | Unibet Tietema Rockets ‏ TDT |
| --------------------------- | --------------------------- | --------------------------- |
| م                           | عداء                        | مرتبة                       |
| 131                         | Abram Stockman ‏             | 60                          |
| 132                         | Harry Tanfield ‏             | 58                          |
| 133                         | Joren Bloem ‏                | 8                           |
| 134                         | Davide Bomboi ‏              | 33                          |
| 135                         | Yentl Vandevelde ‏           | 53                          |
| 136                         | Martijn Budding ‏            | 99                          |
| 137                         | Hartthijs de Vries ‏         | 10                          |

| فولكر ويسيلز سيلينج تيم ‏ VWE | فولكر ويسيلز سيلينج تيم ‏ VWE | فولكر ويسيلز سيلينج تيم ‏ VWE |
| ---------------------------- | ---------------------------- | ---------------------------- |
| م                            | عداء                         | مرتبة                        |
| 141                          | Coen Vermeltfoort ‏           | 90                           |
| 142                          | Jord Baak‏                    | 100                          |
| 143                          | Tijmen Eising ‏               | لم يكمل السباق-3             |
| 144                          | تيمو دي جونغ ‏                | لم يكمل السباق-3             |
| 145                          | Max Kroonen ‏                 | 106                          |
| 146                          | بيرت جان يندمان              | 83                           |
| 147                          | Nick van der Meer ‏           | 93                           |

| ميتك-تي كي إتش مانتيل ‏ MET | ميتك-تي كي إتش مانتيل ‏ MET | ميتك-تي كي إتش مانتيل ‏ MET |
| -------------------------- | -------------------------- | -------------------------- |
| م                          | عداء                       | مرتبة                      |
| 151                        | تهيجس دي لانج ‏             | 95                         |
| 152                        | Victor Broex‏               | 88                         |
| 153                        | Lars Hohmann‏               | 35                         |
| 154                        | Roan Konings‏               | 98                         |
| 155                        | Rens Tulner ‏               | 81                         |
| 156                        | Lars Oreel‏                 | 114                        |
| 157                        | Axel van der Tuuk ‏         | 92                         |

| بيت سايكلنج ‏ BCY | بيت سايكلنج ‏ BCY  | بيت سايكلنج ‏ BCY |
| ---------------- | ----------------- | ---------------- |
| م                | عداء              | مرتبة            |
| 161              | ماتيس بوشلي       | 87               |
| 162              | Guillaume Visser‏  | 96               |
| 163              | Bram Dissel‏       | لم يكمل السباق-3 |
| 164              | Jochem Kerckhaert‏ | 66               |
| 165              | Yoeri Havik ‏      | 11               |
| 166              | Vincent Hoppezak ‏ | 70               |
| 167              | Emiel Vermeulen ‏  | 21               |

| Parkhotel Valkenburg CT ‏ ABC | Parkhotel Valkenburg CT ‏ ABC | Parkhotel Valkenburg CT ‏ ABC |
| ---------------------------- | ---------------------------- | ---------------------------- |
| م                            | عداء                         | مرتبة                        |
| 171                          | يسبر راش ‏                    | 64                           |
| 172                          | Martijn Rasenberg ‏           | 86                           |
| 173                          | Jelle Johannink ‏             | 54                           |
| 174                          | Lars Loohuis‏                 | 105                          |
| 175                          | Mārtiņš Pluto ‏               | 30                           |
| 176                          | Jan-Willem van Schip ‏        | 20                           |
| 177                          | Luke Verburg‏                 | 79                           |

| Diftar Continental Cyclingteam ‏ ALQ | Diftar Continental Cyclingteam ‏ ALQ | Diftar Continental Cyclingteam ‏ ALQ |
| ----------------------------------- | ----------------------------------- | ----------------------------------- |
| م                                   | عداء                                | مرتبة                               |
| 181                                 | Rick Ottema ‏                        | 16                                  |
| 182                                 | Elmar Abma ‏                         | 109                                 |
| 183                                 | Tim Bierkens‏                        | 103                                 |
| 184                                 | Mike Bronswijk‏                      | 74                                  |
| 185                                 | Lars Rouffaer ‏                      | 89                                  |
| 186                                 | Sam Gademan‏                         | 65                                  |
| 187                                 | Nils Wolfenbuttel‏                   | 117                                 |

| بايك أيد ‏ BAI | بايك أيد ‏ BAI    | بايك أيد ‏ BAI    |
| ------------- | ---------------- | ---------------- |
| م             | عداء             | مرتبة            |
| 191           | Léo Bouvier ‏     | 107              |
| 192           | Enzo Decker‏      | لم يكمل السباق-1 |
| 193           | Vinzent Dorn ‏    | 49               |
| 194           | Francis Juneau ‏  | لم يكمل السباق-1 |
| 195           | Oliver Mattheis ‏ | 46               |
| 196           | Adrian Zuger‏     | لم يكمل السباق-3 |
| 197           | Wesley Mol‏       | 118              |

| Jumbo-Visma TJV | Jumbo-Visma TJV   | Jumbo-Visma TJV |
| --------------- | ----------------- | --------------- |
| م               | عداء              | مرتبة           |
| 1               | Olav Kooij ‏       | 1               |
| 2               | Lennard Hofstede ‏ | لم يبدأ-2       |
| 3               | Tim van Dijke ‏    | 6               |
| 4               | جوس فان امدن      | 42              |
| 5               | Gijs Leemreize ‏   | 63              |
| 6               | تيمو روزن         | 91              |
| 7               | توش فان دير ساندي | 50              |

| Alpecin-Deceuninck ADC | Alpecin-Deceuninck ADC           | Alpecin-Deceuninck ADC |
| ---------------------- | -------------------------------- | ---------------------- |
| م                      | عداء                             | مرتبة                  |
| 11                     | ياكوب ماريكزكو                   | 84                     |
| 12                     | Ayco Bastiaens ‏                  | 112                    |
| 13                     | Robbe Ghys ‏                      | 7                      |
| 14                     | Senne Leysen ‏                    | 31                     |
| 15                     | إدوارد بلانكايرتإدوارد بلانكايرت | 39                     |
| 16                     | جنسن بلاورايت ‏                   | 19                     |
| 17                     | Siebe Roesems‏                    | 102                    |

| Astana Qazaqstan Team AST | Astana Qazaqstan Team AST | Astana Qazaqstan Team AST |
| ------------------------- | ------------------------- | ------------------------- |
| م                         | عداء                      | مرتبة                     |
| 21                        | مارك كافنديش (طريق)       | 9                         |
| 22                        | سيس بول                   | 5                         |
| 23                        | Martin Laas ‏              | لم يكمل السباق-3          |
| 24                        | دافيدي مارتينيلي          | 113                       |
| 25                        | Nurbergen Nurlykhassym ‏   | 57                        |
| 26                        | Gleb Syritsa ‏             | 47                        |
| 27                        | Yuriy Natarov ‏            | 116                       |

| Team DSM DSM | Team DSM DSM          | Team DSM DSM |
| ------------ | --------------------- | ------------ |
| م            | عداء                  | مرتبة        |
| 31           | سام ويلسفورد          | 2            |
| 32           | Tobias Lund Andresen ‏ | 24           |
| 33           | جون ديجينكولب         | 55           |
| 34           | الكسندر ادموندسون     | 4            |
| 35           | Nils Eekhoff ‏         | 3            |
| 36           | Patrick Eddy ‏         | 115          |
| 37           | Tim Naberman ‏         | 104          |

| سويس ريسينغ أكادمي ‏ TUD | سويس ريسينغ أكادمي ‏ TUD   | سويس ريسينغ أكادمي ‏ TUD |
| ----------------------- | ------------------------- | ----------------------- |
| م                       | عداء                      | مرتبة                   |
| 41                      | Arvid de Kleijn ‏          | 12                      |
| 42                      | Sebastian Kolze Changizi ‏ | 26                      |
| 43                      | توم بولي                  | 94                      |
| 44                      | Miká Heming ‏              | 51                      |
| 45                      | Petr Kelemen ‏             | 38                      |
| 46                      | ريك بلومرز ‏               | 23                      |
| 47                      | Maikel Zijlaard ‏          | لم يكمل السباق-2        |

| Green Project-Bardiani CSF-Faizanè BCF | Green Project-Bardiani CSF-Faizanè BCF | Green Project-Bardiani CSF-Faizanè BCF |
| -------------------------------------- | -------------------------------------- | -------------------------------------- |
| م                                      | عداء                                   | مرتبة                                  |
| 51                                     | Enrico Zanoncello ‏                     | 28                                     |
| 52                                     | Iker Bonillo ‏                          | 61                                     |
| 53                                     | Omar El Gouzi ‏                         | لم يكمل السباق-1                       |
| 54                                     | Riccardo Lucca ‏                        | 80                                     |
| 55                                     | Filippo Fiorelli ‏                      | 48                                     |
| 56                                     | Manuele Tarozzi ‏                       | 110                                    |
| 57                                     | Filippo Magli ‏                         | 29                                     |

| Q36.5 Pro Cycling Team ‏ Q36 | Q36.5 Pro Cycling Team ‏ Q36 | Q36.5 Pro Cycling Team ‏ Q36 |
| --------------------------- | --------------------------- | --------------------------- |
| م                           | عداء                        | مرتبة                       |
| 61                          | ماتيو موشيتي                | 56                          |
| 62                          | جاك باور                    | 34                          |
| 63                          | Filippo Conca ‏              | لم يكمل السباق-2            |
| 64                          | Antonio Puppio ‏             | 119                         |
| 65                          | Nicolò Parisini ‏            | لم يبدأ-2                   |
| 66                          | Joey Rosskopf ‏              | 14                          |
| 67                          | Szymon Sajnok ‏              | 69                          |

| إيولو كوميت ‏ EOK | إيولو كوميت ‏ EOK  | إيولو كوميت ‏ EOK |
| ---------------- | ----------------- | ---------------- |
| م                | عداء              | مرتبة            |
| 71               | Mattia Bais ‏      | لم يبدأ-4        |
| 72               | بيترو بيفيلاكوا   | 108              |
| 73               | Giovanni Lonardi ‏ | 15               |
| 74               | David Martin ‏     | 36               |
| 75               | Andrea Pietrobon ‏ | 52               |
| 76               | Samuele Rivi ‏     | 101              |
| 77               | Javier Serrano ‏   | 67               |

| بنجوال باوليز ساوكس دبليو بي ‏ BWB | بنجوال باوليز ساوكس دبليو بي ‏ BWB | بنجوال باوليز ساوكس دبليو بي ‏ BWB |
| --------------------------------- | --------------------------------- | --------------------------------- |
| م                                 | عداء                              | مرتبة                             |
| 81                                | Alexander Salby ‏                  | لم يبدأ-4                         |
| 82                                | Thibaut Bernard ‏                  | 78                                |
| 83                                | Guillaume Van Keirsbulck ‏         | 18                                |
| 84                                | Karl Patrick Lauk ‏                | 97                                |
| 85                                | Luca De Meester ‏                  | 37                                |
| 86                                | Rémy Mertz ‏                       | 68                                |
| 87                                | ماتيو مالوسيلي                    | 25                                |

| برجس بي إتش ‏ BBH | برجس بي إتش ‏ BBH | برجس بي إتش ‏ BBH |
| ---------------- | ---------------- | ---------------- |
| م                | عداء             | مرتبة            |
| 91               | جيتسي بول        | 43               |
| 92               | Rodrigo Álvarez ‏ | 85               |
| 93               | خيسوس إيزكيرا    | 40               |
| 94               | سيباستيان مورا   | 72               |
| 95               | Felipe Orts ‏     | 75               |
| 96               | Óscar Pelegrí ‏   | 59               |
| 97               | Manuel Peñalver ‏ | 22               |

| Team Solution Tech–Vini Fantini ‏ COR | Team Solution Tech–Vini Fantini ‏ COR | Team Solution Tech–Vini Fantini ‏ COR |
| ------------------------------------ | ------------------------------------ | ------------------------------------ |
| م                                    | عداء                                 | مرتبة                                |
| 101                                  | أتيليو فيفياني ‏                      | 76                                   |
| 102                                  | Antonio Barać ‏                       | لم يكمل السباق-3                     |
| 103                                  | Alexander Konychev ‏                  | 13                                   |
| 104                                  | Jan Stöckli ‏                         | 111                                  |
| 105                                  | Giulio Masotto ‏                      | لم يكمل السباق-4                     |
| 106                                  | Etienne van Empel ‏                   | 71                                   |
| 107                                  | Samuele Zambelli ‏                    | 62                                   |

| سبورت فلاندرين بالويس ‏ TFB | سبورت فلاندرين بالويس ‏ TFB | سبورت فلاندرين بالويس ‏ TFB |
| -------------------------- | -------------------------- | -------------------------- |
| م                          | عداء                       | مرتبة                      |
| 111                        | Noah Vandenbranden ‏        | 77                         |
| 112                        | Tuur Dens ‏                 | 73                         |
| 113                        | غيليس دي وايلد ‏            | لم يبدأ-4                  |
| 114                        | Milan Fretin ‏              | 45                         |
| 115                        | Jules Hesters ‏             | 17                         |
| 116                        | Aaron Van Poucke ‏          | 27                         |

| Leopard TOGT Pro Cycling ‏ LTP | Leopard TOGT Pro Cycling ‏ LTP | Leopard TOGT Pro Cycling ‏ LTP |
| ----------------------------- | ----------------------------- | ----------------------------- |
| م                             | عداء                          | مرتبة                         |
| 121                           | Colin Heiderscheid ‏ (طريق)    | لم يكمل السباق-3              |
| 122                           | Tobias Hansen ‏                | 32                            |
| 123                           | مادس أوسترغارد كريستنسن ‏      | 82                            |
| 124                           | Oliver Knudsen ‏               | لم يكمل السباق-1              |
| 125                           | Cédric Pries ‏                 | 41                            |
| 126                           | نيك فان دير لييك              | لم يكمل السباق-4              |
| 127                           | ميغيل هايدمان ‏                | 44                            |

| Unibet Tietema Rockets ‏ TDT | Unibet Tietema Rockets ‏ TDT | Unibet Tietema Rockets ‏ TDT |
| --------------------------- | --------------------------- | --------------------------- |
| م                           | عداء                        | مرتبة                       |
| 131                         | Abram Stockman ‏             | 60                          |
| 132                         | Harry Tanfield ‏             | 58                          |
| 133                         | Joren Bloem ‏                | 8                           |
| 134                         | Davide Bomboi ‏              | 33                          |
| 135                         | Yentl Vandevelde ‏           | 53                          |
| 136                         | Martijn Budding ‏            | 99                          |
| 137                         | Hartthijs de Vries ‏         | 10                          |

| فولكر ويسيلز سيلينج تيم ‏ VWE | فولكر ويسيلز سيلينج تيم ‏ VWE | فولكر ويسيلز سيلينج تيم ‏ VWE |
| ---------------------------- | ---------------------------- | ---------------------------- |
| م                            | عداء                         | مرتبة                        |
| 141                          | Coen Vermeltfoort ‏           | 90                           |
| 142                          | Jord Baak‏                    | 100                          |
| 143                          | Tijmen Eising ‏               | لم يكمل السباق-3             |
| 144                          | تيمو دي جونغ ‏                | لم يكمل السباق-3             |
| 145                          | Max Kroonen ‏                 | 106                          |
| 146                          | بيرت جان يندمان              | 83                           |
| 147                          | Nick van der Meer ‏           | 93                           |

| ميتك-تي كي إتش مانتيل ‏ MET | ميتك-تي كي إتش مانتيل ‏ MET | ميتك-تي كي إتش مانتيل ‏ MET |
| -------------------------- | -------------------------- | -------------------------- |
| م                          | عداء                       | مرتبة                      |
| 151                        | تهيجس دي لانج ‏             | 95                         |
| 152                        | Victor Broex‏               | 88                         |
| 153                        | Lars Hohmann‏               | 35                         |
| 154                        | Roan Konings‏               | 98                         |
| 155                        | Rens Tulner ‏               | 81                         |
| 156                        | Lars Oreel‏                 | 114                        |
| 157                        | Axel van der Tuuk ‏         | 92                         |

| بيت سايكلنج ‏ BCY | بيت سايكلنج ‏ BCY  | بيت سايكلنج ‏ BCY |
| ---------------- | ----------------- | ---------------- |
| م                | عداء              | مرتبة            |
| 161              | ماتيس بوشلي       | 87               |
| 162              | Guillaume Visser‏  | 96               |
| 163              | Bram Dissel‏       | لم يكمل السباق-3 |
| 164              | Jochem Kerckhaert‏ | 66               |
| 165              | Yoeri Havik ‏      | 11               |
| 166              | Vincent Hoppezak ‏ | 70               |
| 167              | Emiel Vermeulen ‏  | 21               |

| Parkhotel Valkenburg CT ‏ ABC | Parkhotel Valkenburg CT ‏ ABC | Parkhotel Valkenburg CT ‏ ABC |
| ---------------------------- | ---------------------------- | ---------------------------- |
| م                            | عداء                         | مرتبة                        |
| 171                          | يسبر راش ‏                    | 64                           |
| 172                          | Martijn Rasenberg ‏           | 86                           |
| 173                          | Jelle Johannink ‏             | 54                           |
| 174                          | Lars Loohuis‏                 | 105                          |
| 175                          | Mārtiņš Pluto ‏               | 30                           |
| 176                          | Jan-Willem van Schip ‏        | 20                           |
| 177                          | Luke Verburg‏                 | 79                           |

| Diftar Continental Cyclingteam ‏ ALQ | Diftar Continental Cyclingteam ‏ ALQ | Diftar Continental Cyclingteam ‏ ALQ |
| ----------------------------------- | ----------------------------------- | ----------------------------------- |
| م                                   | عداء                                | مرتبة                               |
| 181                                 | Rick Ottema ‏                        | 16                                  |
| 182                                 | Elmar Abma ‏                         | 109                                 |
| 183                                 | Tim Bierkens‏                        | 103                                 |
| 184                                 | Mike Bronswijk‏                      | 74                                  |
| 185                                 | Lars Rouffaer ‏                      | 89                                  |
| 186                                 | Sam Gademan‏                         | 65                                  |
| 187                                 | Nils Wolfenbuttel‏                   | 117                                 |

| بايك أيد ‏ BAI | بايك أيد ‏ BAI    | بايك أيد ‏ BAI    |
| ------------- | ---------------- | ---------------- |
| م             | عداء             | مرتبة            |
| 191           | Léo Bouvier ‏     | 107              |
| 192           | Enzo Decker‏      | لم يكمل السباق-1 |
| 193           | Vinzent Dorn ‏    | 49               |
| 194           | Francis Juneau ‏  | لم يكمل السباق-1 |
| 195           | Oliver Mattheis ‏ | 46               |
| 196           | Adrian Zuger‏     | لم يكمل السباق-3 |
| 197           | Wesley Mol‏       | 118              |

## التصنيف العام النهائي
| التصنيف العام         | التصنيف العام       | التصنيف العام           | التصنيف العام  | التصنيف العام |
| العداء                | العداء              | الفريق                  | الوقت          |               |
| --------------------- | ------------------- | ----------------------- | -------------- | ------------- |
| 1                     | Olav Kooij ‏         | Jumbo-Visma             | 16 س 18 د 37 ث |               |
| 2                     | سام ويلسفورد        | Team DSM                | + 13 ث         |               |
| 3                     | Nils Eekhoff ‏       | Team DSM                | + 15 ث         |               |
| 4                     | الكسندر ادموندسون   | Team DSM                | + 16 ث         |               |
| 5                     | سيس بول             | Astana Qazaqstan Team   | + 21 ث         |               |
| 6                     | Tim van Dijke ‏      | Jumbo-Visma             | + 30 ث         |               |
| 7                     | Robbe Ghys ‏         | Alpecin-Deceuninck      | + 33 ث         |               |
| 8                     | Joren Bloem ‏        | Unibet Tietema Rockets ‏ | + 35 ث         |               |
| 9                     | مارك كافنديش        | Astana Qazaqstan Team   | + 38 ث         |               |
| 10                    | Hartthijs de Vries ‏ | Unibet Tietema Rockets ‏ | + 41 ث         |               |
|                       |                     |                         |                |               |
| مصدر: ProCyclingStats |                     |                         |                |               |

### تصنيف النقاط
| تصنيف النقاط          | تصنيف النقاط      | تصنيف النقاط                  | تصنيف النقاط | تصنيف النقاط |
| العداء                | العداء            | الفريق                        | النقاط       |              |
| --------------------- | ----------------- | ----------------------------- | ------------ | ------------ |
| 1                     | Olav Kooij ‏       | Jumbo-Visma                   | 39 نقطة      |              |
| 2                     | ياكوب ماريكزكو    | Alpecin-Deceuninck            | 37 نقطة      |              |
| 3                     | Arvid de Kleijn ‏  | سويس ريسينغ أكادمي ‏           | 33 نقطة      |              |
| 4                     | ماتيو مالوسيلي    | بنجوال باوليز ساوكس دبليو بي ‏ | 24 نقطة      |              |
| 5                     | سام ويلسفورد      | Team DSM                      | 23 نقطة      |              |
| 6                     | Jules Hesters ‏    | سبورت فلاندرين بالويس ‏        | 15 نقطة      |              |
| 7                     | Nils Eekhoff ‏     | Team DSM                      | 15 نقطة      |              |
| 8                     | Yentl Vandevelde ‏ | Unibet Tietema Rockets ‏       | 15 نقطة      |              |
| 9                     | الكسندر ادموندسون | Team DSM                      | 14 نقطة      |              |
| 10                    | ماتيو موشيتي      | Q36.5 Pro Cycling Team ‏       | 13 نقطة      |              |
|                       |                   |                               |              |              |
| مصدر: ProCyclingStats |                   |                               |              |              |

## تصنيف الفرق

### الفرق حسب الوقت
| تصنيف الفرق حسب الوقت | تصنيف الفرق حسب الوقت                 | تصنيف الفرق حسب الوقت | تصنيف الفرق حسب الوقت |
| الفريق                | الفريق                                | الوقت                 |                       |
| --------------------- | ------------------------------------- | --------------------- | --------------------- |
| 1                     | Team DSM                              | 48 س 56 د 41 ث        |                       |
| 2                     | Unibet Tietema Rockets ‏               | + 1 د 21 ث            |                       |
| 3                     | Alpecin-Deceuninck                    | + 1 د 26 ث            |                       |
| 4                     | سويس ريسينغ أكادمي 2023 ‏              | + 1 د 27 ث            |                       |
| 5                     | Jumbo-Visma                           | + 1 د 35 ث            |                       |
| 6                     | سبورت فلاندرين بالويس ‏                | + 2 د 16 ث            |                       |
| 7                     | بيت سايكلنج ‏                          | + 2 د 19 ث            |                       |
| 8                     | فريق إيولو كوميت لركوب الدراجات 2023 ‏ | + 2 د 42 ث            |                       |
| 9                     | بنجوال باوليز ساوكس دبليو بي ‏         | + 2 د 46 ث            |                       |
| 10                    | Q36.5 Pro Cycling Team ‏               | + 2 د 53 ث            |                       |
|                       |                                       |                       |                       |
| مصدر: ProCyclingStats |                                       |                       |                       |

## تصانيف فرعية

### تصنيف أفضل شاب
| تصنيف أفضل شاب        | تصنيف أفضل شاب        | تصنيف أفضل شاب                     | تصنيف أفضل شاب | تصنيف أفضل شاب |
| العداء                | العداء                | الفريق                             | الوقت          |                |
| --------------------- | --------------------- | ---------------------------------- | -------------- | -------------- |
| 1                     | Olav Kooij ‏           | Jumbo-Visma                        | 16 س 18 د 37 ث |                |
| 2                     | Tobias Lund Andresen ‏ | Team DSM                           | + 1 د 11 ث     |                |
| 3                     | Tobias Hansen ‏        | Leopard TOGT Pro Cycling ‏          | + 1 د 48 ث     |                |
| 4                     | Lars Hohmann ‏         | ميتك-تي كي إتش مانتيل ‏             | + 1 د 53 ث     |                |
| 5                     | Milan Fretin ‏         | سبورت فلاندرين بالويس ‏             | + 2 د 55 ث     |                |
| 6                     | Iker Bonillo ‏         | Green Project-Bardiani CSF-Faizanè | + 7 د 47 ث     |                |
| 7                     | Javier Serrano ‏       | إيولو كوميت ‏                       | + 8 د 42 ث     |                |
| 8                     | Mike Bronswijk ‏       | Diftar Continental Cyclingteam ‏    | + 10 د 14 ث    |                |
| 9                     | Noah Vandenbranden ‏   | سبورت فلاندرين بالويس ‏             | + 10 د 56 ث    |                |
| 10                    | Thibaut Bernard ‏      | Bingoal WB Devo Team ‏              | + 11 د 02 ث    |                |
|                       |                       |                                    |                |                |
| مصدر: ProCyclingStats |                       |                                    |                |                |

## وصلات خارجية
- الموقع الرسمي
- لمحة عن سباق زي إل إم تور 2023 على موقع  ProCyclingStats   (برو  سايكلنج  ستاتس) - إحصاءات  محترفي  الدراجات.
- زي إل إم تور 2023 على موقع إحصائيات الدراجات الإحترافية (الإنجليزية)